# Parglogenia pelodes
Parglogenia pelodes är en snäckart som först beskrevs av Ludwig Pfeiffer 1846.  Parglogenia pelodes ingår i släktet Parglogenia och familjen Camaenidae. Inga underarter finns listade i Catalogue of Life.